# Darko Jukić
Darko Jukić (født 23. august 1990 i København) er en dansk/serbisk basketballspiller, som spiller i Aarhus-klubben Bakken Bears. Han har spillet på det danske landshold siden 2011.
I sæsonen 2012-13 blev Darko Jukić, som da spillede i Horsens IC, valgt til MVP i Basketligaen. Han skiftede derefter til Fileni BPA Jesi, en klub som spiller i den i den næstbedste italienske række, inden han kom till Södertälje i sommeren 2014 og var med til at vinde det svenske mesterskab 2014/15.
Darko Jukić' yngre bror, Zarko Jukić, spiller i den svenske klub KFUM Nässjö og tidligere i Hørsholm 79'ers i Basketligaen. Brødrene kommer dog ikke at kunne spille sammen på landsholdet på trods af, at de begge er født i København. Den danske lovgivning gør, at personer med to forældre, som ikke har dansk statsborgerskab, først kan søge permanent opholdstilladelse og derefter dansk statsborgerskab, når de er blevet 18 år. De internationale basketballregler tillader kun, at en spiller på holdet er naturaliseret efter 15-årsalderen, og derfor kan de to ikke spille samtidig på landsholdet. Darko Jukić blev dansk statsborger 28. oktober 2010. Hans bror Zarko er serbisk statsborger.